# Rocca Malatina
Rocca Malatina is een plaats (frazione) in de Italiaanse gemeente Guiglia.